# Pavilhão João Rocha
Le Pavillon João Rocha (en portugais : Pavilhão João Rocha) est une salle multisports, propriété du Sporting Clube de Portugal, où se disputent les matches des sections de basket-ball, handball, rink hockey, futsal et volleyball.
Il se situe à Lisbonne, à côté du Estádio José Alvalade XXI. Son nom est un hommage à l'ancien président du Sporting Clube de Portugal, l'entrepreneur João Rocha, en fonction entre septembre 1973 et octobre 1986. Son inauguration a eu lieu le 21 juin 2017.
Le gymnase est le plus grand du Portugal avec 3 000 places réparties sur quatre gradins. Attaché au gymnase, se trouve la Loja Verde, l'extension technologique et interactive du Museo Mundo Sporting, avec 400 mètres carrés. Le gymnase est totalement équipé avec des techniques « de pointe ».
Le gymnase inclut également un amphithéâtre, deux salles de presse, un espace de restauration et, à l'extérieur, trois terrains de football baptisés avec les noms de Fernando Peyroteo, Luís Figo et Cristiano Ronaldo. Il existe aussi un retunda de leão (rond-point avec une statue de lion sur un piédestal) sur lequel figurent des citations marquantes de la philosophie du club ainsi que le blason du club et le leitmotiv en lettres d'or : « Esforço, dedicação, devoção e gloriá ». Par ailleurs, il existe aussi un mur dédié aux sócios du club, un buste du président João Rocha, un Walk of fame des anciennes gloires du Sporting et un monument évoquant les personnalités liées au club.